# Василенко Ростислав Миколайович
Василенко Ростислав Миколайович (27 червня 1920, Київ) — український поет, актор, режисер, журналіст.

## Біографія
Народився 27 червня 1920 р. у м. Києві. Навчався у школі в Гурові та інших селах поблизу Києва, потім закінчив Школу Державного Театру ім. Івана Франка в Києві (1936–1941). Почав театральну діяльність на Полтавщині, потім переїхав до Києва. Емігрував у роки війни (1943), перебував у таборах у Німеччині, брав участь у театральних виставах в Інґольштадті, потім виступав із трупою і був режисерським асистентом Ансамблею українських акторів Володимира Блавацького.
У 1949 р. прибув разом із дружиною до Австралії, працював кондуктором, водієм в Аделаїді. Там у 1950 організував першу театральну одиницю, Український Театр Малих Форм ім. В. Блавацького в Аделаїді. Ставив і виступав у п'єсах «Чортиця», «Морітурі» Івана Багряного (1953 р. в Аделаїді), Карла Шенґера, Лео Ленца. Самостійно давав концерти мистецького слова в більших містах Австралії, твори його друкувалися у журналі «Наш Вісник» (1951) «Новий Обрій» (1954)
У 1957 р. переїхав до Канади, здобув педагогічну освіту в Оттавському університеті (ступінь бакалавра — у 1965, магістра — в 1968), вів педагогічну діяльність, працював заступником директора, потім директором школи. У 1968 р. захистив дисертацію «Талановиті учні — майно держави». У 1967 р. відвідав Україну. З 1997 р. мешкає у США. У 2003 р. отримав звання «Заслужений діяч України».

## Творчість
- Василенко Р. Порвані струни: Поезії (1947) [Архівовано 22 серпня 2018 у Wayback Machine.]
- Василенко Р. Сиві століття. Поема (1945)
- Василенко Р. Життя в гримі та без (шляхами діаспори): Мемуари, поезії, публіцистика. — Київ: Рада, 1999. — 628 с.